# Paragon of Dissonance
Paragon of Dissonance è il sesto album in studio del gruppo musicale funeral doom Esoteric, pubblicato nel 2011 dalla Season of Mist.

## Tracce
CD 1
1. Abandonment – 13:34
2. Loss of Will – 7:05
3. Cipher – 9:15
4. Non Being – 15:30

CD 2
1. Aberration – 15:44
2. Disconsolate – 15:33
3. A Torrent of Ills – 13:37

## Formazione
- Greg Chandler - voce, chitarra, tastiere
- Jim Nolan - chitarra, tastiere
- Mark Bodossian - basso
- Joe Fletcher - batteria